# لیگ کنفرانس اروپا ۲۲–۲۰۲۱
لیگ کنفرانس اروپا ۲۰۲۱–۲۲ اولین فصل لیگ کنفرانس اروپا، تورنمنت سطح سوم فوتبال باشگاهی اروپا است که توسط یوفا برگزار شد.

## سهمیه کشورها
در مجموع ۱۸۱ تیم از ۵۴ عضو یوفا از ۵۵ عضو یوفا در لیگ کنفرانس یوفا اروپا در ۲۰۲۱–۲۲ شرکت می‌کنند (اسپانیا از این قاعده مستثنا است، اگرچه یکی از تیم‌های آنها ممکن است پس از سوم شدن در مرحله گروهی لیگ اروپا نیز شرکت کنند). برای تعیین تعداد تیم‌های شرکت کننده برای هر کشور، از رتبه‌بندی کشورها براساس ضرایب کشور یوفا استفاده می‌شود
- ضریب کشورهای ۱ تا ۵ هر کدام یک تیم واجد شرایط برای حضور در این لیگ هستند. ضریب کشور ۱ (اسپانیا) هیچ تیمی برای این فصل واجد شرایط ندارد، زیرا تیمی که قرار بود در این لیگ شرکت کند، ویارئال، قهرمان لیگ اروپا ۲۰۲۲–۲۰۲۱ یوفا شد و موفق به کسب سهمیه در لیگ قهرمانان اروپا در فصل ۲۰۲۲–۲۰۲۱ شد
- ضریب کشورهای ۶ تا ۱۵ و ۵۱ تا ۵۵ هر کدام دارای دو تیم واجد شرایط برای حضور هستند
- ضریب کشورهای ۱۶ تا ۵۰ (به استثنای لیختن اشتاین) هر کشور دارای سه تیم واجد شرایط هستند. از آنجا که جایگاه دارندگان عنوان قهرمانی لیگ کنفرانس یوفا در لیگ اروپا در این فصل خالی است، ضریب کشور ۱۶ (قبرس) برنده جام داخلی خود را از لیگ کنفرانس اروپا به لیگ اروپا می‌رود، بنابراین آنها فقط دو تیم واجد شرایط دارند
- لیختن اشتاین فقط یک تیم واجد شرایط دارد (زیرا لیختن اشتاین فقط یک جام داخلی برگزار می‌کند و هیچ لیگ داخلی ندارد)
- علاوه بر این، ۲۰ تیم حذف شده از لیگ قهرمانان اروپا ۲۲–۲۰۲۱ و ۲۶ تیم حذف شده از لیگ اروپا ۲۲–۲۰۲۱ به لیگ کنفرانس اروپا منتقل می‌شوند. برای این فصل، فقط ۱۹ تیم حذف شده از لیگ قهرمانان اروپا ۲۲–۲۰۲۱ منتقل شده‌اند، زیرا یک تیم کمتر در مسابقات مقدماتی لیگ قهرمانان اروپا ۲۲–۲۰۲۱ حضور دارد.

### رتبه‌بندی کشورها
- (UCL) – تیم‌های حذف شده از مرحله مقدماتی و پلی آف لیگ قهرمانان اروپا ۲۲–۲۰۲۱
- (UEL) – تیم‌های حذف شده از مرحله مقدماتی و پلی آف لیگ اروپا ۲۲–۲۰۲۱

## برنامه
تمام مسابقات پنجشنبه‌ها برگزار می‌شود (به استثنا فینال که در روز چهارشنبه برگزار می‌شود)، اگرچه به دلیل اختلافات در زمان برنامه‌ریزی (به ویژه با حضور تیم‌هایی از کشورهایی که استادیوم‌های کمی دارند مانند جبل الطارق و ولز و…)، می‌تواند در روزهای سه شنبه یا چهارشنبه برگزار شود. زمان‌های برگزاری مسابقات گروهی ۱۸:۴۵ (به جای ۱۸:۵۵ قبل) و ۲۱:۰۰ CEST / CET است، اگرچه به دلایل جغرافیایی استثنائاً می‌تواند در ساعت ۱۶:۳۰ برگزار شود.
تمام قرعه کشی‌ها ساعت ۱۳:۰۰ یا ۱۴:۰۰ CEST / CET در نیون سوئیس، مقر یوفا برگزار می‌شود. در تاریخ ۲۵ تیر ۱۴۰۰، یوفا اعلام کرد که قرعه کشی مرحله گروهی در استانبول، ترکیه برگزار می‌شود.
| مرحله       | دور               | تاریخ قرعه کشی | بازی رفت                      | بازی برگشت                    |
| ----------- | ----------------- | -------------- | ----------------------------- | ----------------------------- |
| مقدماتی     | مرحله اول مقدماتی | ۲۵ خرداد ۱۴۰۰  | ۱۷ تیر ۱۴۰۰                   | ۲۴ تیر ۱۴۰۰                   |
| مقدماتی     | مرحله دوم مقدماتی | ۲۶ خرداد ۱۴۰۰  | ۳۱ تیر ۱۴۰۰                   | ۷ مرداد ۱۴۰۰                  |
| مقدماتی     | مرحله سوم مقدماتی | ۲۸ تیر ۱۴۰۰    | ۱۴ مرداد ۱۴۰۰                 | ۲۱ مرداد ۱۴۰۰                 |
| مقدماتی     | پلی آف            | ۱۱ مرداد ۱۴۰۰  | ۲۸ مرداد ۱۴۰۰                 | ۴ شهریور ۱۴۰۰                 |
| مرحله گروهی | هفته اول          | ۵ شهریور ۱۴۰۰  | ۲۵ شهریور ۱۴۰۰                | ۲۵ شهریور ۱۴۰۰                |
| مرحله گروهی | هفته دوم          | ۵ شهریور ۱۴۰۰  | ۸ مهر ۱۴۰۰                    | ۸ مهر ۱۴۰۰                    |
| مرحله گروهی | هفته سوم          | ۵ شهریور ۱۴۰۰  | ۲۹ مهر ۱۴۰۰                   | ۲۹ مهر ۱۴۰۰                   |
| مرحله گروهی | هفته چهارم        | ۵ شهریور ۱۴۰۰  | ۱۳ آبان ۱۴۰۰                  | ۱۳ آبان ۱۴۰۰                  |
| مرحله گروهی | هفته پنجم         | ۵ شهریور ۱۴۰۰  | ۴ آذر ۱۴۰۰                    | ۴ آذر ۱۴۰۰                    |
| مرحله گروهی | هفته ششم          | ۵ شهریور ۱۴۰۰  | ۱۸ آذر ۱۴۰۰                   | ۱۸ آذر ۱۴۰۰                   |
| مراحل حذفی  | پلی آف مراحل حذفی | ۲۲ آذر ۱۴۰۰    | ۲۸ بهمن ۱۴۰۰                  | ۵ اسفند ۱۴۰۰                  |
| مراحل حذفی  | یک‌هشتم نهایی      | ۶ اسفند ۱۴۰۰   | ۱۹ اسفند ۱۴۰۰                 | ۲۶ اسفند ۱۴۰۰                 |
| مراحل حذفی  | یک‌چهارم نهایی     | ۲۷ اسفند ۱۴۰۰  | ۱۸ فروردین ۱۴۰۱               | ۲۵ فروردین ۱۴۰۱               |
| مراحل حذفی  | نیمه نهایی        | ۲۷ اسفند ۱۴۰۰  | ۸ اردیبهشت ۱۴۰۱               | ۱۵ اردیبهشت ۱۴۰۱              |
| مراحل حذفی  | فینال             | ۲۷ اسفند ۱۴۰۰  | ۴ خرداد ۱۴۰۱ در آرنا کومبتاره | ۴ خرداد ۱۴۰۱ در آرنا کومبتاره |

## دورهای مقدماتی

### اولین مرحله مقدماتی
قرعه کشی اولین مرحله مقدماتی در ۱۵ ژوئن ۲۰۲۱، ساعت ۱۳:۳۰ CEST برگزار شد. بازی‌های رفت در ۶ و ۸ جولای و بازی‌های برگشت در ۱۳ و ۱۵ جولای انجام شد.
برندگان این رقابت‌ها به مرحله مقدماتی دوم مسیر اصلی راه یافتند. بازنده‌ها حذف شدند و در ادامه فصل، دیگر در یک بازی اروپایی دیگر به میدان نخواهند رفت.
| تیم ۱                           | نتیجه‌نهایی  | تیم ۲                          | بازی رفت | بازی برگشت |
| ------------------------------- | ----------- | ------------------------------ | -------- | ---------- |
| باشگاه فوتبال لوادیا تالین      | 4–2         | سنت جوزف                       | 3–1      | 1–1        |
| باشگاه فوتبال اینتر تورکو       | 1–3         | باشگاه فوتبال پوشکاش           | 1–1      | 0–2        |
| دریتا                           | 3–1         | دشیچ                           | 2–1      | 1–0        |
| باشگاه فوتبال سودووا            | 2–1         | والمیراس                       | 2–1      | 0–0        |
| باشگاه فوتبال بیرکیرکارا        | 2–1         | فیوریتا                        | 1–0      | 1–1        |
| Mons Calpe                      | 1–5         | باشگاه فوتبال سانتا کولوما     | 1–1      | 0–4        |
| Velež Mostar                    | 4–2         | Coleraine                      | 2–1      | 2–1        |
| دمژاله                          | 2–1         | Swift Hesperange               | 1–0      | 1–1        |
| Shkupi                          | 3–1         | باشگاه فوتبال لیاپی            | 2–0      | 1–1        |
| Tre Penne                       | 0–7         | Dinamo Batumi                  | 0–4      | 0–3        |
| باشگاه فوتبال پارتیزانی تیرانا  | 8–4         | Sfîntul Gheorghe               | 5–2      | 3–2        |
| باشگاه فوتبال ماریبور           | 2–0         | باشگاه فوتبال اورارتو          | 1–0      | 1–0        |
| Podgorica                       | 1–3         | باشگاه فوتبال لاسی             | 1–0      | 0–3 (و.ا.) |
| Milsami Orhei                   | 1–0         | باشگاه فوتبال سارایوو          | 0–0      | 1–0        |
| باشگاه فوتبال نوآ               | 1–5         | باشگاه فوتبال کوپیون پالوسئورا | 1–0      | 0–5        |
| باشگاه فوتبال ژیلینا            | 6–3         | باشگاه فوتبال دیلا گوری        | 5–1      | 1–2        |
| FH                              | 3–1         | باشگاه فوتبال اسلایگو راورز    | 1–0      | 2–1        |
| باشگاه فوتبال پایده لینامیسکوند | 1–4         | باشگاه فوتبال شلاسک وروتسواف   | 1–2      | 0–2        |
| باشگاه فوتبال آراف‌اس            | 6–5         | کلاکسویک                       | 2–3      | 4–2 (و.ا.) |
| Bala Town                       | 0–2         | لارن                           | 0–1      | 0–1        |
| باشگاه فوتبال ویدتون            | 1–3         | باشگاه فوتبال آرارات ایروان    | 1–1      | 0–2        |
| باشگاه فوتبال سوتیسکا نیکشیچ    | 2–1         | Gagra                          | 1–0      | 1–1        |
| Sileks                          | 1–2         | Petrocub Hîncești              | 1–1      | 0–1        |
| باشگاه فوتبال شیروکی بریگ       | 3–4         | باشگاه فوتبال ولازنیا اشکودر   | 3–1      | 0–3        |
| Stjarnan                        | 1–4         | باشگاه فوتبال بوهمیان          | 1–1      | 0–3        |
| باشگاه فوتبال گلنتوران          | 1–3         | باشگاه فوتبال نیو سنتس         | 1–1      | 0–2        |
| Sant Julià                      | 1–1 (3–5 پ) | Gżira United                   | 0–0      | 1–1 (و.ا.) |
| Europa                          | 0–2         | باشگاه فوتبال کاونو ژالگیریس   | 0–0      | 0–2        |
| باشگاه فوتبال دانداک            | 5–0         | Newtown                        | 4–0      | 1–0        |
| باشگاه فوتبال موستا             | 3–4         | باشگاه فوتبال اسپارتاک ترناوا  | 3–2      | 0–2        |
| لیپیا                           | 5–2         | Struga                         | 1–1      | 4–1        |
| Racing Luxembourg               | 2–5         | Breiðablik                     | 2–3      | 0–2        |
| هونکا                           | 3–1         | NSÍ Runavík                    | 0–0      | 3–1        |

## مرحله گروهی
قرعه کشی مرحله گروهی در ۵ شهریور ۱۴۰۰، ساعت 13:30 CEST (14:30 TRT)، در استانبول، ترکیه برگزار شد. ۳۲ تیم در ۸ گروه چهار تیمی قرار گرفتند. برای قرعه کشی، تیم‌ها بر اساس ضرایب باشگاهی یوفا در سال ۲۰۲۱، در چهار هشت تیمه گلدان قرار گرفتند. تیم‌های آذربایجان و ارمنستان به دلیل سیاسی نمی‌توانستند در یک گروه قرار بگیرند. قبل از قرعه‌کشی، یوفا زوج‌هایی از تیم‌های یک اتحادیه، از جمله تیم‌هایی که در مرحله گروهی لیگ اروپا بازی می‌کنند (یک زوج برای انجمن‌های دو یا سه تیم، دو زوج برای انجمن‌های چهار یا پنج تیم)، بر اساس تماشاگران تلویزیون تشکیل داد. جایی که یک تیم به گروه‌های A–D و تیم دیگر به گروه‌های E–H کشیده شدند، به طوری که دو تیم زمان شروع بازی‌های متفاوتی داشته باشند. این مسابقات در روزهای ۲۳ و ۲۵ شهریور، ۸ مهر، ۲۹ مهر، ۱۳ آبان، ۴ آذر و ۱۸ آذر ۱۴۰۰ برگزار شد. برندگان هر گروه به مرحله یک شانزدهم نهایی راه یافتند و نایب قهرمانان به پلی آف مرحله حذفی صعود کردند. -آخر تیم‌های سوم و چهارم از رقابت‌های اروپایی فصل حذف شدند. آلاشکرت، بودو گلیمت، فلورا، غیرت، لینکلن رد ایمپس، مورا، راندرز و یونیون برلین اولین بازی خود را در مرحله گروهی مسابقات یوفا انجام دادند. آلاشکرت، فلورا و لینکلن رد ایمپس به ترتیب اولین تیم‌هایی از ارمنستان، استونی و جبل الطارق بودند که در مرحله گروهی مسابقات یوفا به میدان رفتند.

### گروه A
الگو:جدول‌های گروه لیگ کنفرانس اروپا ۲۰۲۱–۲۰۲۲

### گروه B
الگو:جدول‌های گروه لیگ کنفرانس اروپا ۲۰۲۱–۲۰۲۲

### گروه C
الگو:جدول‌های گروه لیگ کنفرانس اروپا ۲۰۲۱–۲۰۲۲

### گروه D
الگو:جدول‌های گروه لیگ کنفرانس اروپا ۲۰۲۱–۲۰۲۲

### گروه E
الگو:جدول‌های گروه لیگ کنفرانس اروپا ۲۰۲۱–۲۰۲۲

### گروه F
الگو:جدول‌های گروه لیگ کنفرانس اروپا ۲۰۲۱–۲۰۲۲

### گروه G
الگو:جدول‌های گروه لیگ کنفرانس اروپا ۲۰۲۱–۲۰۲۲

### گروه H
الگو:جدول‌های گروه لیگ کنفرانس اروپا ۲۰۲۱–۲۰۲۲

## مرحله حذفی
در این مرحله تیم صدرنشین هر گروه به صورت مستقیم به مرحله بعد صعود می‌کند و ۸ تیم دوم گروه‌ها با ۸ تیم سوم گروه‌های لیگ اروپا، پلی آف مراحل حذفی را برگزار می‌کنند. قرعه کشی این مرحله در روز ۲۲ آذر ۱۴۰۰ انجام خواهد شد.
۸ تیم صدرنشین مرحله گروهی:
- لاسک
- خنت
- رم
- آلکمار
- فاینورد
- کپنهاگن
- رن
- بازل

| تیم ۱        | نتیجه‌نهایی | تیم ۲        | بازی رفت | بازی برگشت |
| ------------ | ---------- | ------------ | -------- | ---------- |
| مارسی        | ۶–۱        | قره‌باغ       | ۱–۳      | ۰–۳        |
| آیندهوون     | ۲–۱        | مکابی تل‌آویو | ۰–۱      | ۱–۱        |
| فنرباغچه     | ۴–۶        | اسلاویا پراگ | ۳–۲      | ۳–۲        |
| میتیلند      | ۲–۲        | پائوک        | ۰–۱      | ۲–۱        |
| لستر سیتی    | ۷–۲        | راندرس       | ۱–۴      | ۱–۳        |
| سلتیک        | ۱–۵        | بوده/گلیمت   | ۳–۱      | ۲–۰        |
| اسپارتا پراگ | ۲–۳        | پارتیزان     | ۱–۰      | ۲–۱        |
| راپید وین    | ۲–۳        | ویتس‌آرنهم    | ۱–۲      | ۲–۰        |

مرحله یک‌هشتم نهایی
| تیم ۱        | نتیجه‌نهایی | تیم ۲   | بازی رفت | بازی برگشت |
| ------------ | ---------- | ------- | -------- | ---------- |
| لستر سیتی    | ۳–۲        | رن      | ۰–۲      | ۲–۱        |
| آیندهوون     | ۸–۴        | کپنهاگن | ۴–۴      | ۰–۴        |
| بوده/گلیمت   | ۴–۳        | آلکمار  | ۱–۲      | ۲–۲        |
| ویتس‌آرنهم    | ۱–۲        | رم      | ۱–۰      | ۱–۱        |
| پارتیزان     | ۳–۸        | فاینورد | ۵–۲      | ۳–۱        |
| اسلاویا پراگ | ۸–۵        | لاسک    | ۱–۴      | ۴–۳        |
| مارسی        | ۴–۲        | بازل    | ۱–۲      | ۱–۲        |
| پائوک        | ۳–۱        | خنت     | ۰–۱      | ۱–۲        |

مرحله یک چهارم
| تیم ۱      | نتیجه‌نهایی | تیم ۲        | بازی رفت | بازی برگشت |
| ---------- | ---------- | ------------ | -------- | ---------- |
| لستر سیتی  | ۱–۲        | آیندهوون     | ۰–۰      | ۱–۲        |
| بوده/گلیمت | ۵–۲        | رم           | ۱–۲      | ۴–۰        |
| فاینورد    | ۴–۶        | اسلاویا پراگ | ۳–۳      | ۱–۳        |
| مارسی      | ۱–۳        | پائوک        | ۱–۲      | ۰–۱        |

مرحله نیمه نهایی
| تیم ۱     | نتیجه‌نهایی | تیم ۲ | بازی رفت | بازی برگشت |
| --------- | ---------- | ----- | -------- | ---------- |
| لستر سیتی | ۲–۱        | رم    | ۱–۱      | ۱–۰        |
| فاینورد   | ۲–۳        | مارسی | ۲–۳      | ۰–۰        |

فینال
| فاینورد | ۱–۰ | رم |